# Ta'Dmejrek
De Ta'Dmejrek is met een hoogte van 253 meter het hoogste punt van Malta. De heuvel staat in de gemeente  Siġġiewi en maakt deel uit van de Dinglikliffen. Men kan de plek bereiken via een panoramische route. In de buurt bevindt zich een kapel die gewijd is aan Maria Magdalena. Ook is er een radarstation voor de luchtvaart.